# Historias Eternas de El Salvador
Historias Eternas de El Salvador (en inglés: Timeless Stories of El Salvador) es una serie libros de cuentos y leyendas del autor salvadoreño Federico Navarrete. El primer volumen fue publicado en el 2020 en Łódź, Polonia y el segundo fue publicado en el 2022 en Madrid, España. Ambos fueron publicados de forma independiente en colaboración con la Embajada de El Salvador en Alemania.
Cada volumen contiene treinta y un cuentos y leyendas de todo El Salvador. La gran mayoría fueron escritas e interpretadas de forma informal en un blog durante la estadía del escritor en Polonia. Las historias están basadas en sus vivencias en El Salvador y libros, periódicos, enciclopedias y blogs que leyó durante los años. Esta serie de libros son la primera colección de folclore salvadoreño en inglés.
Las historias que conforma Historias Eternas de El Salvador, la primera serie de libros de Federico Navarrete, se centran en leyendas urbanas, coloniales, indígenas (pipiles, mayas y lencas principalmente) así como cuentos que se han transmitido por tradición oral por generaciones. Cada historia fue adaptada usando inteligencia cultural para poder llegar a la población no hispanohablante.
La colección de libros fue presentada en la feria de libros de Buch Wien 2022 en Viena, Austria.Así como en un coloquio en el Instituto Cervantes de Viena dónde participaron Carlos Reyes y Rodrigo Elgueta de Chile, Santiago Roncagliolo de Perú, y Alicia Giménez Bartlett de España. Las presentaciones fueron realizadas en colaboración con el Instituto Cervantes de Viena y la Embajada de El Salvador en Austria. Adicionalmente, en el año 2023, la serie fue presentada en varios eventos:
- La 82.ª Feria del Libro de Madrid gracias al Consulado General de El Salvador en España.[8][9]
- El Día E (El Día del Español) en el Instituto Cervantes de Pekín en colaboración con la Embajada de El Salvador en China.[10][11]
- El Community Latin Talent Evening del Hispanic Society of Victoria (Australia) el 23 de septiembre [12] debido a los esfuerzos del Consulado General de El Salvador en Melbourne.[13][14]
- El 1.er Encuentro de Literatura Iberoamericana en Estambul durante el Día de la Hispanidad (12 de octubre del 2023).[15][16] La presentación fue un coloquio llamado "Historias Eternas" entre Federico Navarrete y Héctor Abad Faciolince organizado por el Instituto Cervantes de Estambul en colaboración con la Embajada de El Salvador en Turquía.
- Una presentación en el Instituto Cervantes de Nueva Delhi (14 de noviembre de 2023) organizada por las Embajadas de El Salvador y España en la India, y el Instituto Cervantes.[17]

El primer volumen fue traducido al español por Lilliam Armijo en 2022.

## Las historias
El primer volumen contiene:
- El Cadejo bueno y el malo «The good and the bad Cadejo»
- La Siguanaba «The Siguanaba»
- Cipitío «Cipitio»
- El padre sin cabeza «The Headless Priest»
- El caballero negro «The Black Knight»
- La familia Guirola «The Guirola Family»
- El Partideño «The Partideño»
- La carreta chillona «The Squeaky Wagon»
- Las lechuzas «The Owls»
- La señora de los anillos «The Lady of the Rings»
- La Cuyancúa «The Cuyancua»
- El justo juez de la noche «The Fair Judge of the Night»
- Las Managuas «The Managuas»
- Chasca “La virgen del agua” «Chasca “The virgin of the water”»
- La descarnada «The Fleshless Woman»
- La laguna encantada de Ulupa «The Enchanted Ulupa Lagoon»
- Nuestra Señora de Santa Ana «Our Lady Saint Anne»
- El gritón de medianoche «The Midnight Yeller»
- El río Lempa «The Lempa River»
- La puerta del diablo «Devil’s Door»
- Comizahual “La mujer blanca” «Comizahual “The white woman”»
- El volcán de Izalco «Izalco Volcano»
- La cueva de la Luna «The Moon’s Cave»
- El árbol de amate «The Amate Tree»
- La chancha bruja «The Pig Witch»
- El Tabudo «The Tabudo»
- Don Dinero y Doña Fortuna «Mr. Money and Mrs. Fortune»
- La princesa Naba y el árbol de bálsamo «Princess Naba and the Balsam Tree»
- La tamalera de la laguna de Cuzcachapa «The Tamales Woman of Cuzcachapa Lagoon»
- La piedra viva de Nahuizalco «The Living Rock of Nahuizalco»
- La sirena de la laguna de Alegría «Alegria Lagoon Siren»

El segundo volumen contiene:
- Francis Drake, el primer pirata del Pacífico «Sir Francis Drake, The First Pirate of The Pacific»
- La muerte del brujo de La Nahuaterique «The Death of The Sorcerer of La Nahuaterique»
- El mulus «The Mulus»
- El todopoderoso Tláloc «The Almighty Tlaloc»
- La mujer misteriosa del río Sapo «The Mysterious Woman of The Toad River»
- El lago de Ilopango «Lake Ilopango»
- El carreta embrujada «The Bewitched Wagon»
- El duende «The Dwarf»
- La mona bruja «The Bandari Witch»
- La Llorona «The Weeping Woman»
- La virgen de Izalco «The Virgin of Izalco»
- El jinete sin cabeza «The Headless Horseman»
- Tenancín, la novia del Cipitío «Tenancin, Cipitio’s girlfriend»
- El príncipe Atonal «Prince Atonal»
- Los tesoros piratas de la isla Meanguera «The Pirate Treasures of Meanguera Island»
- El caballo negro «The Black Horse»
- Tangaloa “El Guardián del Mar” «Tangaloa “The Guardian of The Sea”»
- El cacao «The Cocoa»
- La serpiente del lago de Coatepeque «Lake Coatepeque Snake»
- La mujer del Chinchontepec «The Woman of The Chinchontepec»
- La flor de amate «The Amate Flower»
- Titilcíhuat “La mujer del fuego” «Titilcíhuat “The Fire Woman”»
- Los Arbolarios «The Arbolarios»
- La poza del diablo y su gemela «Devil’s Pool and its twin»
- El zapamiche «The Frogfish»
- La erupción del volcán de San Salvador «The Eruption of The San Salvador Volcano»
- La giganta de Jocoro «The Giantess of Jocoro»
- La piedra bruja «The Bewitched Rock»
- La iglesia vieja de San Dionisio «The Old Church of San Dionisio»
- La cueva Cukinca «The Cukinca Cave»
- Cuicuizcatl y los inframundos del Chinchontepec «Cuicuizcatl and The Chinchontepec Underworlds»